# Clovis Pinho
Clovis Pinho é um cantor, compositor, multi-instrumentista e arranjador brasileiro.
Conhecido por ter sido um dos vocalistas da banda Renascer Praise, Clovis fundou em 2015 a banda Preto no Branco, da qual ficou conhecido como principal vocalista nos seus três primeiros álbuns, e compositor da música "Ninguém Explica Deus", que chegou a alcançar mais de 60 milhões de visualizações na VEVO em 2016 e foi um dos principais sucessos brasileiros do ano.
Iniciou carreira solo em 2016 com o álbum Ninguém Explica Deus e permaneceu no Preto no Branco até 2020, quando deixou o grupo para dedicar-se ao seu trabalho individual. Pinho também gravou com vários artistas e bandas, como Resgate, Davi Sacer, Kivitz, Harmonia do Samba e Cláudia Leitte.
O vídeo da música "Ninguém Explica Deus", interpretada pela cantora Gabriela Rocha e o Grupo Preto no Branco, é o vídeo de música gospel do YouTube com mais visualizações no mundo. Chegando em janeiro de 2023 a 795.000.000 de visualizações.

## Discografia
- 2016: Ninguém Explica Deus